# Argén

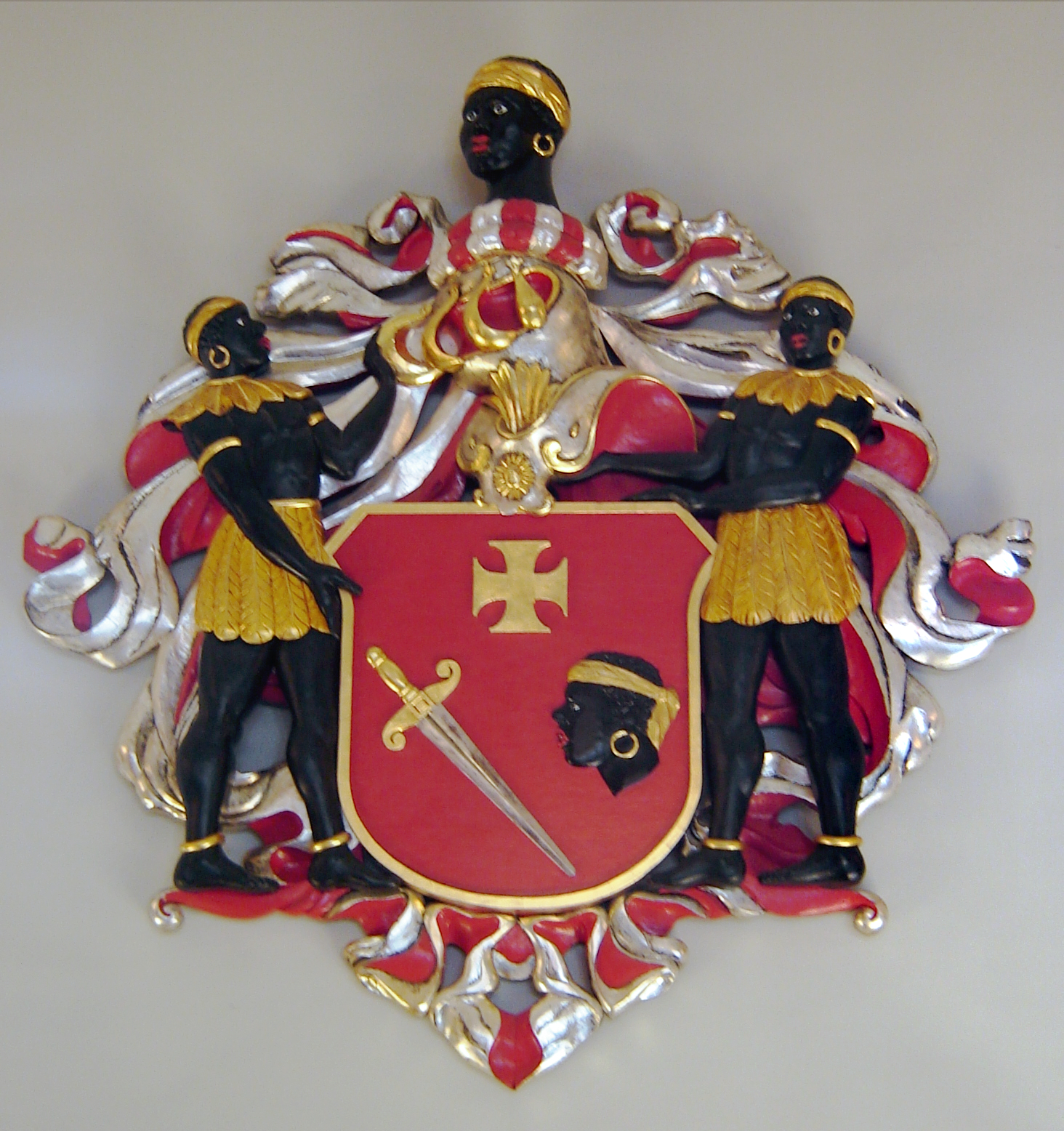
En esta representación tridimensional de las armas de la Hermandad de los Cabezas Negras (Bruderschaft der Schwarzhäupter), en Riga, se le ha dado un tratamiento plateado al argén

En heráldica, plata o argén (del provenzal o catalán argent, y este del latín argentum, ‘plata’) es la denominación de uno de los dos metales que se emplean en la representación de las armerías; el otro es el oro. Representa al metal homónimo, la plata, y al color plateado.

## Representación
Convencionalmente se representa mediante el color blanco o mediante un gris muy claro que evoca al metal plata.
En ocasiones el artista puede emplear pintura plateada o un metal plateado para representar a la plata heráldica o argén; estas prácticas por lo general se ven en blasones que se han trabajado con una intención ornamental o especialmente artística.
Cuando no se dispone de colores se representa a la plata dejando en blanco el espacio que ocupa, según el método atribuido al jesuita Silvestre Pietra Santa. Este es el método de representación que se ve comúnmente en grabados a una tinta.

## Ejemplos de uso
Siguen tres ejemplos notables del uso de la plata en heráldica.

Las armas menores de la República de Serbia
Armas de la ciudad de Londres
El «León de Bohemia», escudo del antiguo Reino de Bohemia y actuales armas menores de la República Checa

### Uso en armiño y veros
De entre los forros heráldicos, el armiño y los veros llevan argén como uno de sus colores característicos, aunque en raras ocasiones puede sustituirse por otro.

Forro de armiños (escudo de los antiguos duques de Bretaña)
Forro de veros convencionales

En el armiño, el campo es de plata con «mosquillas» negras (representación de colas de armiño), mientras que los veros típicos son de plata y azur.

## Nombres, atribuciones y significados en desuso
Hacia el inicio del Renacimiento se desarrolló un sistema de correspondencias simbólicas para los colores heráldicos que hoy se encuentra en desuso. Es de notar que hacia 1828 este sistema era considerado absurdo por el heraldista inglés William Berry, aunque el español Francisco Piferrer, en 1858, lo comenta como si todavía fuese válido.
Si bien Jean Courtois, Heraldo Sicilia del Reino de Aragón, menciona en su tratado Le blason des couleurs (1414) que cualquiera de estas asociaciones de la plata heráldica puede usarse para blasonar, en la práctica es posible que solamente se hayan usado el sistema planetario y el sistema de piedras preciosas. Para Alberto y Arturo García Caraffa (1919), el blasonado con gemas correspondía a los títulos y el de planetas a los soberanos. Arthur Fox-Davies cita un ejemplo de blasonado con piedras preciosas que data de 1458.
Debajo se dan algunas de las antiguas correspondencias simbólicas del argén y algunos de los nombres «griegos» que se le atribuyeron.
| Nombres «griegos»                | assime, apre, senato |
| Metal                            | la plata |
| Planeta                          | la Luna |
| Piedra preciosa                  | la perla |
| Signo del Zodíaco                | Cáncer, Escorpio y Piscis |
| Elemento                         | el agua |
| Estación del año                 | el otoño |
| Mes                              | junio, enero y febrero, octubre y noviembre |
| Día de la semana                 | el lunes |
| Números                          | 11, 10, 2 |
| Árbol                            | la palma |
| Flor                             | la azucena, la rosa blanca |
| Ave                              | la paloma |
| Cuadrúpedo                       | el armiño |
| Edad del hombre                  | la primera infancia, la infancia, la juventud |
| Complexión humana                | flemática |
| Virtudes teologales y cardinales | la esperanza, la templanza, la justicia |
| Virtudes y cualidades mundanas   | la inocencia, la pureza, la belleza, la humildad, la felicidad, la blancura, la victoria, la castidad, la limpieza, la franqueza, la integridad, la elocuencia, la verdad, la victoria sin sangre de los enemigos |
| Obligaciones del portador        | defender a las doncellas y amparar a los huérfanos |

Además, de acuerdo con Courtois, la plata es el segundo color heráldico en importancia después del oro.